# Roberta Carraro
Roberta Carraro, född 17 november 1998, är en italiensk volleybollspelare (passare). Hon spelar för Volley Bergamo 1991 sedan 2024. Hennes största meriter är från säsongen 2022/2023 då hon spelade med Imoco Volley Conegliano och med dem vann både italienska mästerskapet och världsmästerskapet för klubblag. I övrigt har hon spelat för klubbar i Serie A2.